# Talib Kweli

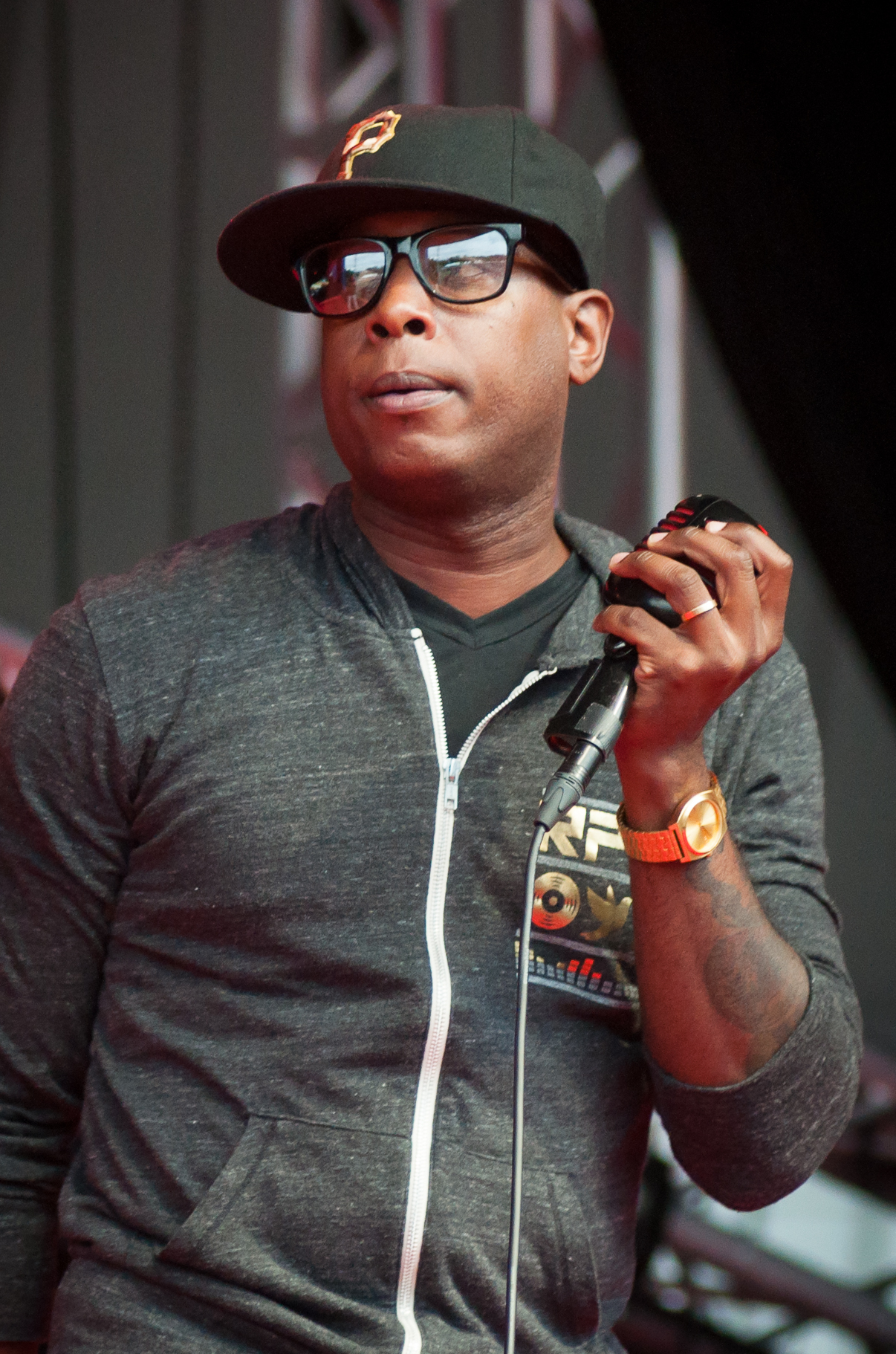
Talib Kweli (2012)

Talib „Kweli“ Greene (* 3. Oktober 1975 in Brooklyn, New York) ist ein US-amerikanischer Rapper, der zu den Vertretern des Conscious Rap gezählt wird.

## Leben
Talib Kweli wurde 1975 in Flatbush im New Yorker Stadtteil Brooklyn geboren. Seine Familie legte Wert auf ihre afrikanischen kulturellen Wurzeln. Der Name Talib kommt aus dem Arabischen und bedeutet „Student“, Kweli ist das Kiswahili-Wort für „wahr“, „wirklich“ oder „echt“.
Schon früh in der Schule begann sein Interesse für Sprache und deren Ausdrucksformen: Er las viel und schrieb Kurzgeschichten. Später studierte er experimentelles Theater an der New York University. Dort traf er auf einen Geistesverwandten namens Dante Smith, später bekannt als Mos Def. Mit ihm verband ihn die Liebe zum Hip-Hop. Zusammen übernahmen sie außerdem Nkiru, einen der ältesten afro-amerikanischen Buchläden in Brooklyn und wandelten ihn in das Nkiru Center for Education and Culture um. Kweli ist Vater von zwei Kindern. Kweli ist Anhänger der religiösen Bewegung The Nation of Gods and Earths. Im Jahr 2016 sorgte er für Aufsehen, als er Remedy, jüdisches Mitglied der Hip-Hop-Gruppe Wu-Tang-Clan, aufgrund von dessen Unterstützung des Staates Israel als „fake jew“ (dt.: „falscher Jude“) bezeichnete. Er unterstützt darüber hinaus die antisemitische BDS-Kampagne und weigerte sich im Juni 2019, sich auf Anfrage des Open Source Festivals in Düsseldorf von der Kampagne zu distanzieren. Er erklärte, „er würde gerne in Deutschland auftreten, werde dafür aber nicht von seiner Haltung abrücken“, woraufhin er „wegen seiner Unterstützung der umstrittenen israelkritischen BDS-Kampagne“ von dem Festival ausgeladen wurde. Auch in Halle (Saale), wo Kweli im Juli 2019 im Klub Drushba auftreten sollte, wurde sein Konzert aufgrund seiner Unterstützung der BDS-Kampagne und seiner diversen antisemitischen Äußerungen nach Protesten – u. a. seitens des Studierendenrats der Martin-Luther-Universität Halle-Wittenberg – abgesagt.

## Musikalische Karriere
Seine ersten Auftritte auf veröffentlichten Tonträgern hatte Talib Kweli 1997 auf dem Album Doom der Hip-Hop-Crew Mood, produziert von Hi-Tek.
1998 veröffentlichten Mos Def und Kweli ein Album als Black Star. Der Name, den sie dem Album und sich als Duo gaben, bezieht sich auf die erste Schifffahrtslinie von den Vereinigten Staaten nach Afrika, die einem Schwarzen gehörte. Das Album wurde über Rawkus veröffentlicht und war für den Aufstieg und guten Ruf des damals jungen Independent-Labels mitverantwortlich.

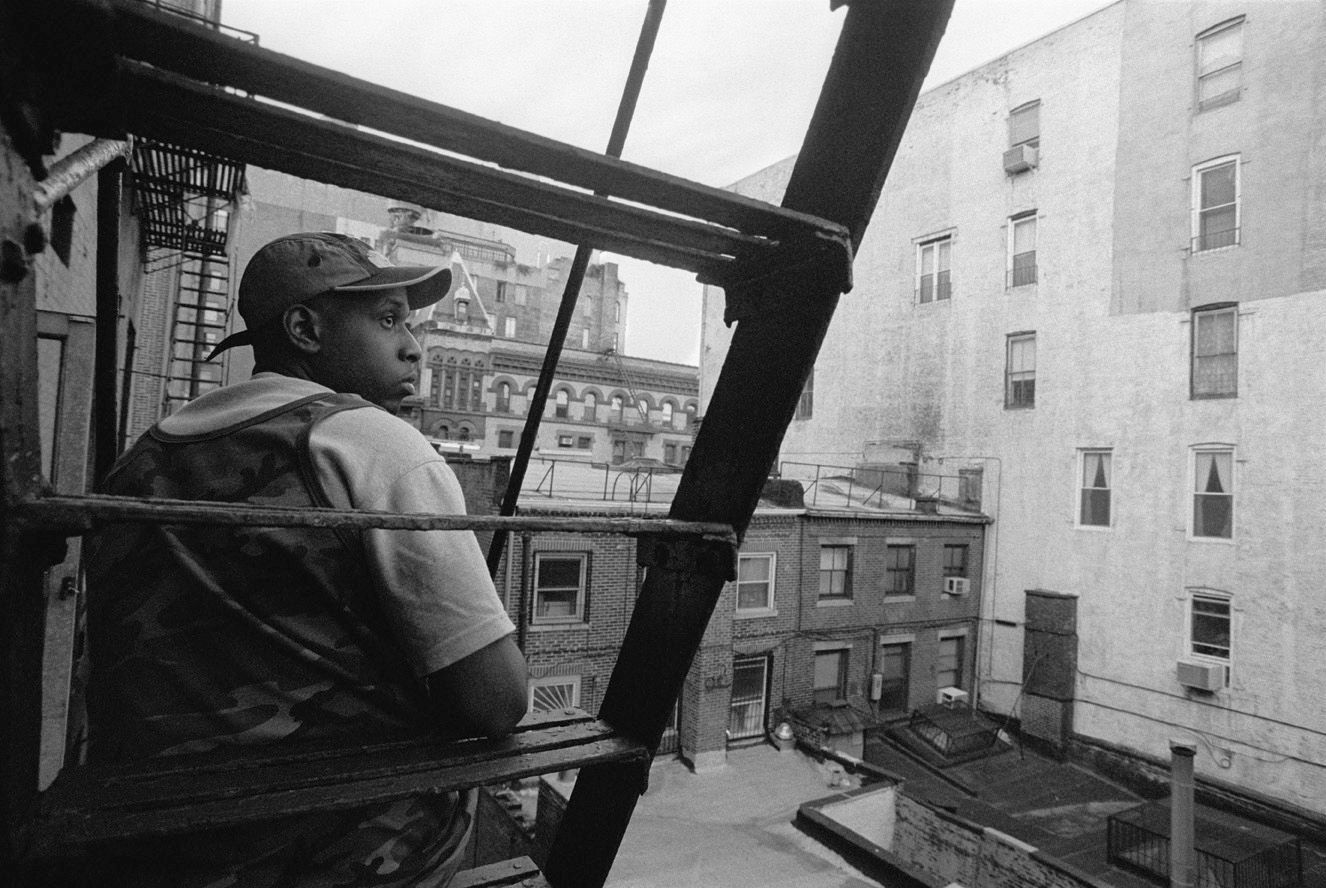
on fire escape behind Rawkus Records NYC 1999

Es folgte das Album Train of Thought, auf dem Talib Kweli mit Hi-Tek unter dem Pseudonym Reflection Eternal kollaborierte. Danach veröffentlichte Kweli mehrere Soloalben, auf denen er mit unterschiedlichen Produzenten zusammenarbeitete. Namentlich bisher die LPs Quality, Beautiful Struggle und Eardrum.
Von Beautiful Struggle kursierte einige Monate vor der offiziellen Veröffentlichung ein Bootleg im Internet, auf dem unfertige Versionen vieler ursprünglich für das geplante Album vorgesehenen Songs zu finden waren. Daraufhin sah sich Kweli gezwungen, einige neue Lieder für die LP aufzunehmen und die Veröffentlichung zu verschieben. Manche der auf dem Bootleg enthaltenen Stücke, die es nicht auf das endgültige Album geschafft haben, wurden auf den Mixtapes The Beautiful Mixtape und Right About Now veröffentlicht.
Beautiful Struggle markierte Kwelis letzte Zusammenarbeit mit Rawkus. Daraufhin arbeitete er mit der Plattenfirma Geffen Records zusammen. Seit 2006 veröffentlicht der Rapper über sein eigenes Label Blacksmith Records, das mit dem Majorlabel Warner Bros. kooperiert. Am 18. Februar 2007 trat Kweli bei einer Aftershow von Prince als musikalischer Gast auf.

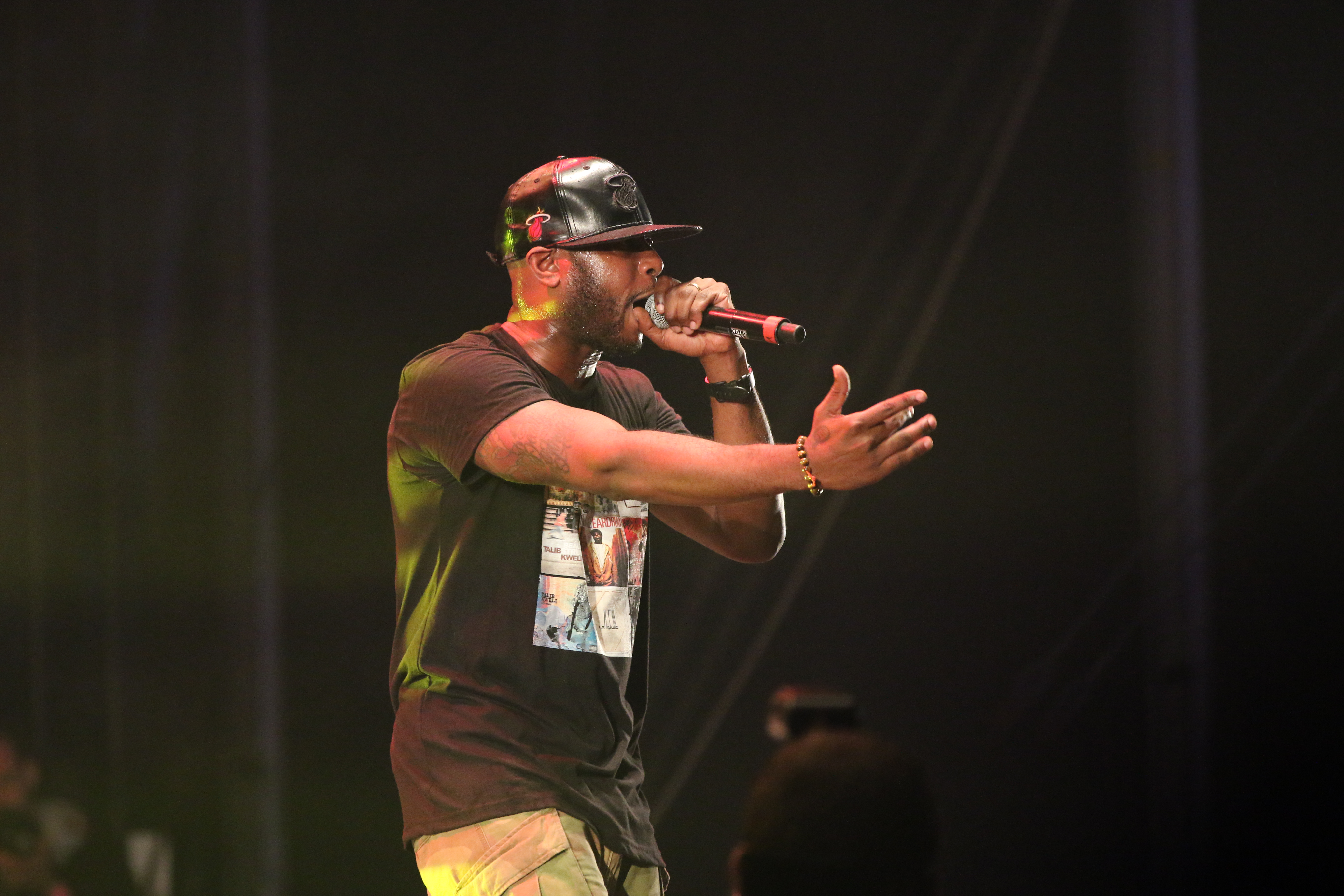
Talib Kweli beim Out4Fame-Festival 2015

## Diskografie

### Studioalben
| Jahr | Titel                  | Höchstplatzierung, Gesamtwochen, AuszeichnungChartplatzierungen (Jahr, Titel, Platzierungen, Wochen, Auszeichnungen, Anmerkungen) | Höchstplatzierung, Gesamtwochen, AuszeichnungChartplatzierungen (Jahr, Titel, Platzierungen, Wochen, Auszeichnungen, Anmerkungen) | Höchstplatzierung, Gesamtwochen, AuszeichnungChartplatzierungen (Jahr, Titel, Platzierungen, Wochen, Auszeichnungen, Anmerkungen) | Anmerkungen                              |
| Jahr | Titel                  | CH | UK | US | Anmerkungen                              |
| ---- | ---------------------- | --- | --- | --- | ---------------------------------------- |
| 2002 | Quality                | — | — | US21 Gold · (29 Wo.)US | Erstveröffentlichung: 19. November 2002  |
| 2004 | The Beautiful Struggle | CH75 (2 Wo.)CH | — | US14 (10 Wo.)US | Erstveröffentlichung: 28. September 2004 |
| 2007 | Eardrum                | CH34 (3 Wo.)CH | UK82 (1 Wo.)UK | US2 (10 Wo.)US | Erstveröffentlichung: 21. August 2007    |
| 2011 | Gutter Rainbows        | CH86 (1 Wo.)CH | — | US29 (1 Wo.)US | Erstveröffentlichung: 25. Januar 2011    |
| 2013 | Prisoner of Conscious  | — | — | US48 (1 Wo.)US | Erstveröffentlichung: 7. Mai 2013        |
| 2013 | Gravitas               | — | — | US114 (1 Wo.)US | Erstveröffentlichung: 15. Dezember 2013  |
| 2015 | Fuck the Money         | — | — | — | Erstveröffentlichung: 14. August 2015    |
| 2017 | Radio Silence          | — | — | — | Erstveröffentlichung: 17. November 2017  |

### Kollaboalben
| Jahr | Titel                  | Höchstplatzierung, Gesamtwochen, AuszeichnungChartsChartplatzierungen (Jahr, Titel, Platzierungen, Wochen, Auszeichnungen, Anmerkungen) | Anmerkungen                                                              |
| Jahr | Titel                  | US | Anmerkungen                                                              |
| ---- | ---------------------- | --- | ------------------------------------------------------------------------ |
| 1998 | Black Star             | US53 (5 Wo.)US | Erstveröffentlichung: 29. September 1998 mit Mos Def als Black Star      |
| 2000 | Train of Thought       | US17 (21 Wo.)US | Erstveröffentlichung: 17. Oktober 2000 mit Hi-Tek als Reflection Eternal |
| 2010 | Revolutions per Minute | US18 (1 Wo.)US | Erstveröffentlichung: 18. Mai 2010 mit Hi-Tek als Reflection Eternal     |
| 2017 | The Seven              | US195 (1 Wo.)US | Erstveröffentlichung: 14. April 2017 mit Styles P                        |

Weitere Kollaboalben
- 2007: Liberation (mit Madlib)
- 2011: Habits of the Heart (mit Res als Idle Warship)
- 2015: Indie 500 (mit 9th Wonder)
- 2021: Gotham (mit Diamond D)
- 2022: No Fear of Time (mit Mos Def als Black Star)
- 2023: Liberation 2 (mit Madlib)

### Mixtapes
| Jahr | Titel                                           | Höchstplatzierung, Gesamtwochen, AuszeichnungChartsChartplatzierungen (Jahr, Titel, Platzierungen, Wochen, Auszeichnungen, Anmerkungen) | Anmerkungen                             |
| Jahr | Titel                                           | US | Anmerkungen                             |
| ---- | ----------------------------------------------- | --- | --------------------------------------- |
| 2005 | Right About Now: The Official Sucka Free Mix CD | US113 (1 Wo.)US | Erstveröffentlichung: 22. November 2005 |

Weitere Mixtapes
- 2002: Top Kwelity Classics Vol. 1
- 2004: The Beautiful Mix CD
- 2005: The Beautiful Mixtape Vol. 2: The Struggle Continues
- 2006: Brooklyn, Tennessee
- 2006: Kweli: Confidential
- 2006: Blacksmith: The Movement
- 2007: Get Familiar (mit Clinton Sparks)
- 2007: Focus
- 2008: The MCEO Mixtape
- 2008: Reflections of the Coolest (mit Lupe Fiasco)
- 2010: The RE:Union (mit Hi-Tek als Reflection Eternal & Statik Selektah)
- 2012: We Run This Vol. 7 (mit Mr. E of RPS Fam)

### Singles
| Jahr | Titel                                           | Höchstplatzierung, Gesamtwochen, AuszeichnungChartplatzierungen (Jahr, Titel, Platzierungen, Wochen, Auszeichnungen, Anmerkungen) | Höchstplatzierung, Gesamtwochen, AuszeichnungChartplatzierungen (Jahr, Titel, Platzierungen, Wochen, Auszeichnungen, Anmerkungen) | Anmerkungen                                                      |
| Jahr | Titel                                           | UK | US | Anmerkungen                                                      |
| ---- | ----------------------------------------------- | --- | --- | ---------------------------------------------------------------- |
| 1998 | Definition Mos Def & Talib Kweli are Black Star | — | US60 (10 Wo.)US | Erstveröffentlichung: 26. August 1996 mit Mos Def als Black Star |
| 2003 | Get By Quality                                  | — | US77 (10 Wo.)US | Erstveröffentlichung: 11. März 2003                              |
| 2004 | I Try The Beautiful Struggle                    | UK59 (2 Wo.)UK | — | Erstveröffentlichung: 6. Dezember 2004 feat. Mary J. Blige       |
| 2006 | Old School The Mouse and The Mask               | UK84 (1 Wo.)UK | — | Erstveröffentlichung: 10. Juli 2006 Dangerdoom feat. Talib Kweli |